# Aleksàndrovsk
Aleksàndrovsk (en rus: Александровск) és una ciutat de Rússia, es troba al territori de Perm. El 2023 tenia 10.502 habitants.

## Història
Aleksàndrovsk fou fundada el 1783 al costat d'una planta siderúrgica, a la riba del riu Litva. La vila accedí a l'estatus d'assentament urbà el 1929 i al de ciutat el 1951.